# Minjiangita
La minjiangita és un mineral de la classe dels fosfats. Rep el nom pel riu Minjiang, situat a prop de la localitat tipus, la pegmatita de Nanping, a la República Popular de la Xina.

## Característiques
La minjiangita és un fosfat de fórmula química BaBe₂(PO₄)₂. Va ser aprovada com a espècie vàlida per l'Associació Mineralògica Internacional l'any 2013, sent publicada per primera vegada el 2015. Cristal·litza en el sistema hexagonal. La seva duresa a l'escala de Mohs és 6.

## Formació i jaciments
Va ser descoberta a les pegmatites de Nanping, situades al districte de Yanping (Fujian, República Popular de la Xina), on es troba en fractures de montebrasita associada també a quars, palermoïta, moscovita i hidroxilapatita. Aquest indret és l'únic a tot el planeta on ha estat descrita aquesta espècie mineral.